# Chiostri dei Santi Severino e Sossio

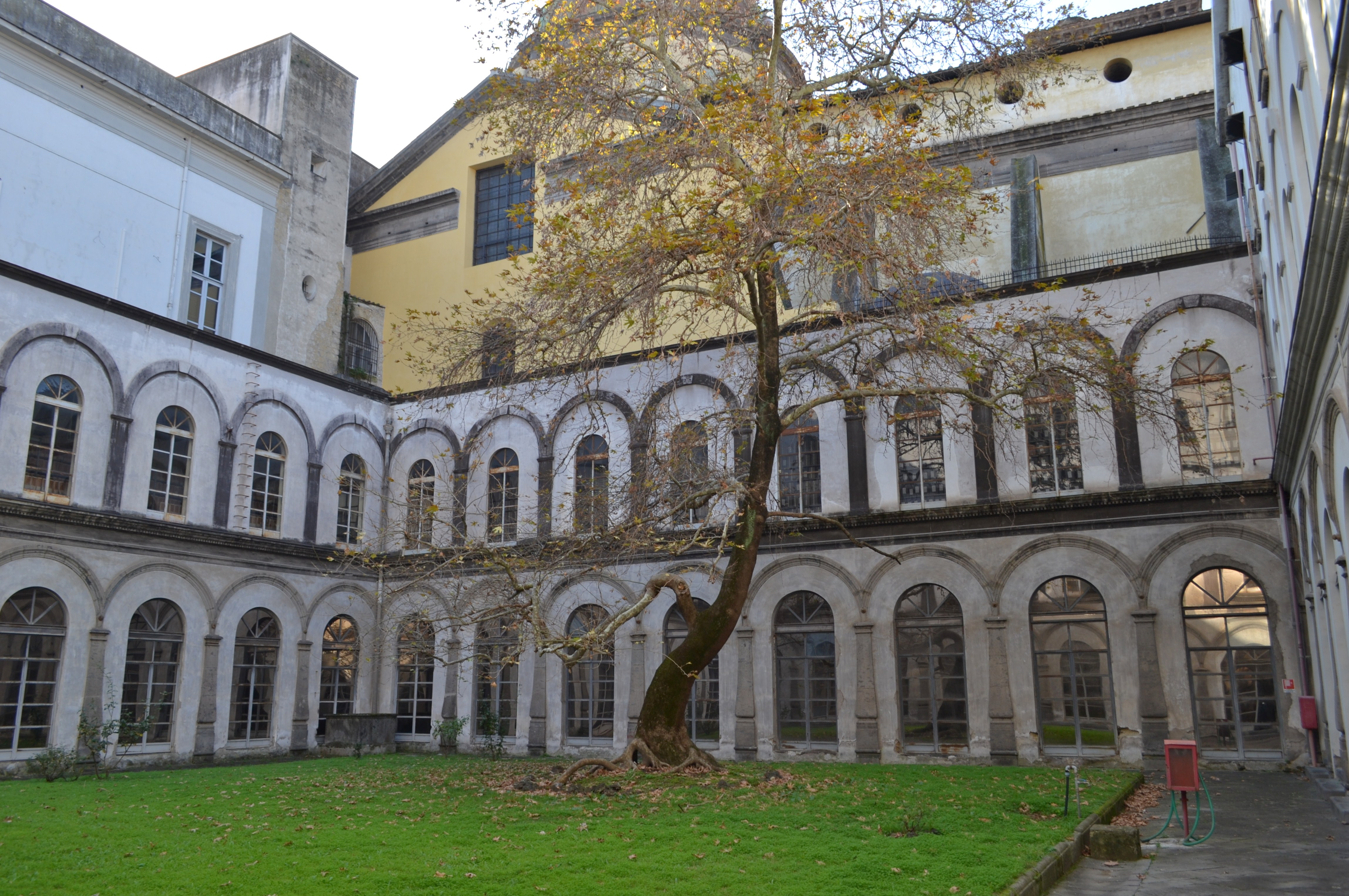
Chiostro del Platano; al centro è l'albero secolare

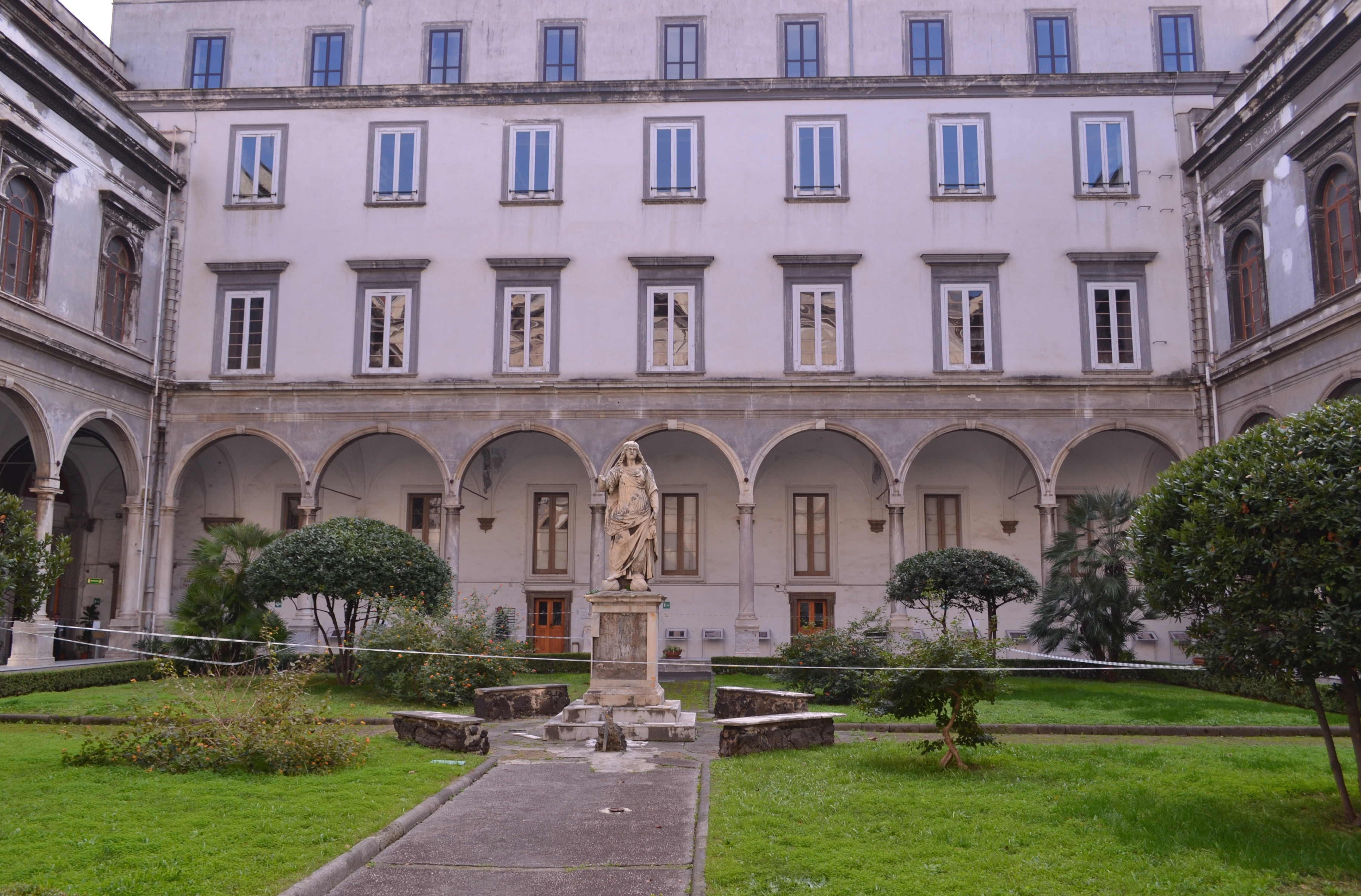
Chiostro grande (o di marmo)

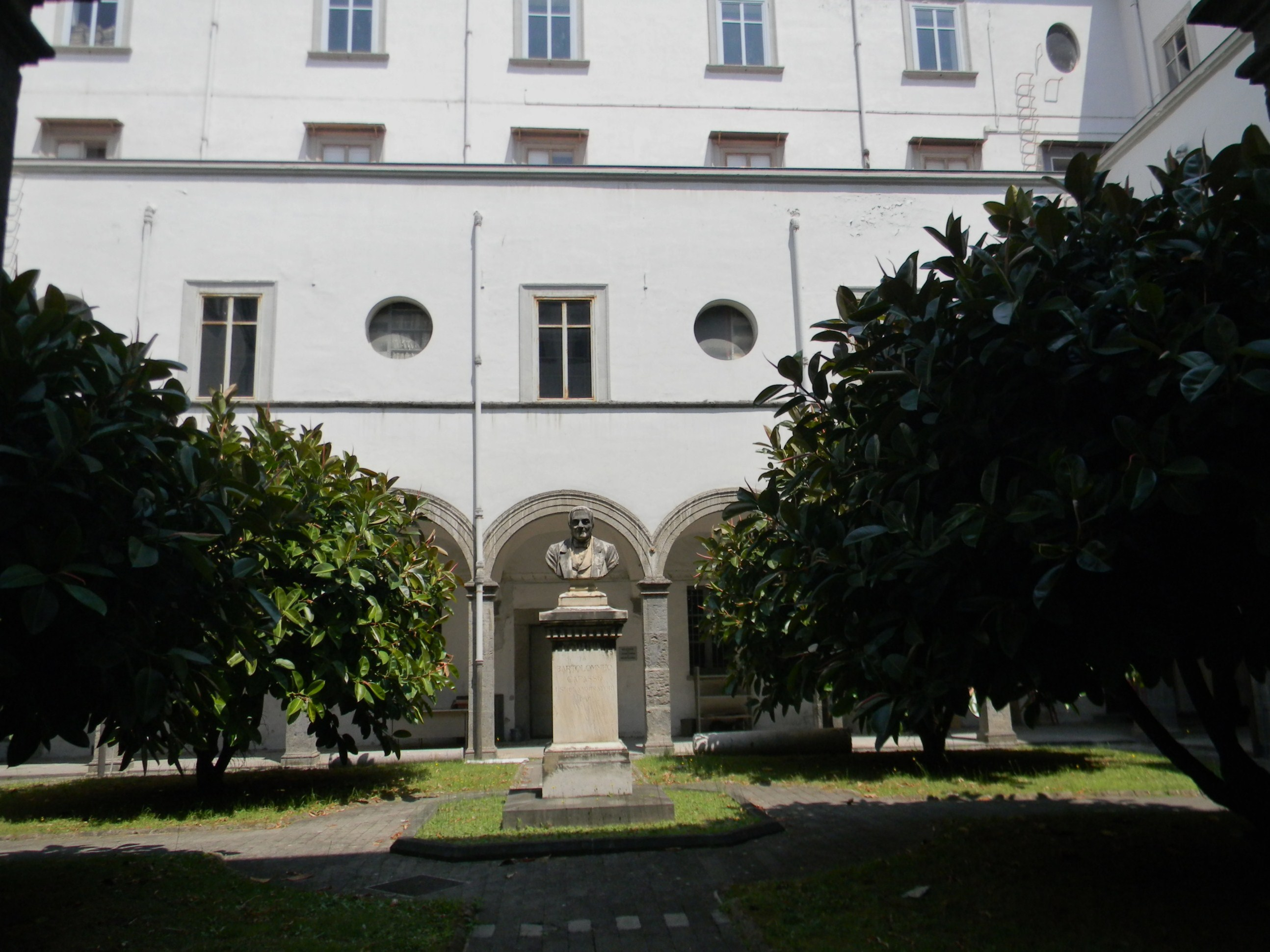
Chiostro del Noviziato

I chiostri dei Santi Severino e Sossio sono tre chiostri monumentali di Napoli appartenenti al complesso monastico della chiesa dei Santi Severino e Sossio.
Tra i più importanti della città sia sotto il profilo artistico che storico, divenendo nel 1835 sede dell'Archivio di Stato di Napoli, i chiostri sono:
- chiostro del Platano;
- chiostro grande (o di Marmo);
- chiostro piccolo (o del Noviziato).

## Storia
Il primo chiostro edificato nel complesso risale al X secolo ed è quello del Platano. Il nome deriva da un bosco di platani che sarebbe stato donato a san Benedetto dal padre di san Mauro, Anicio Equizio. Alcuni ampliamenti risalgono già agli inizi dell'XI secolo e modifiche più importanti, ad opera di Giovanni Francesco Mormando, si ebbero nella seconda metà del XV secolo. Contemporaneamente a questa fase, venne poi costruito un secondo chiostro, quello "del Noviziato".
Tra la fine del XVI e gli inizi del XVII secolo venne costruito invece il chiostro di Marmo, destinato a giardino, con ingresso sulla via.
Nel corso del XVIII secolo l'area del chiostro del Platano venne in parte occupata da nuove celle e nuovi ambienti di servizio, necessari per la crescita della comunità e nel 1715 pilastri in piperno sostituirono le originali colonnine.
Nel 1803 il piano superiore del chiostro del Noviziato venne modificato per ricavarne due piani di ambienti, in parte destinati ad ospitare un istituto scolastico. Nel 1835 ospitò gli archivi del regno e il monastero venne abbandonato.
Nel 1901 il chiostro del Noviziato fu dedicato a Bartolomeo Capasso.

## Descrizione

### Chiostro del Platano

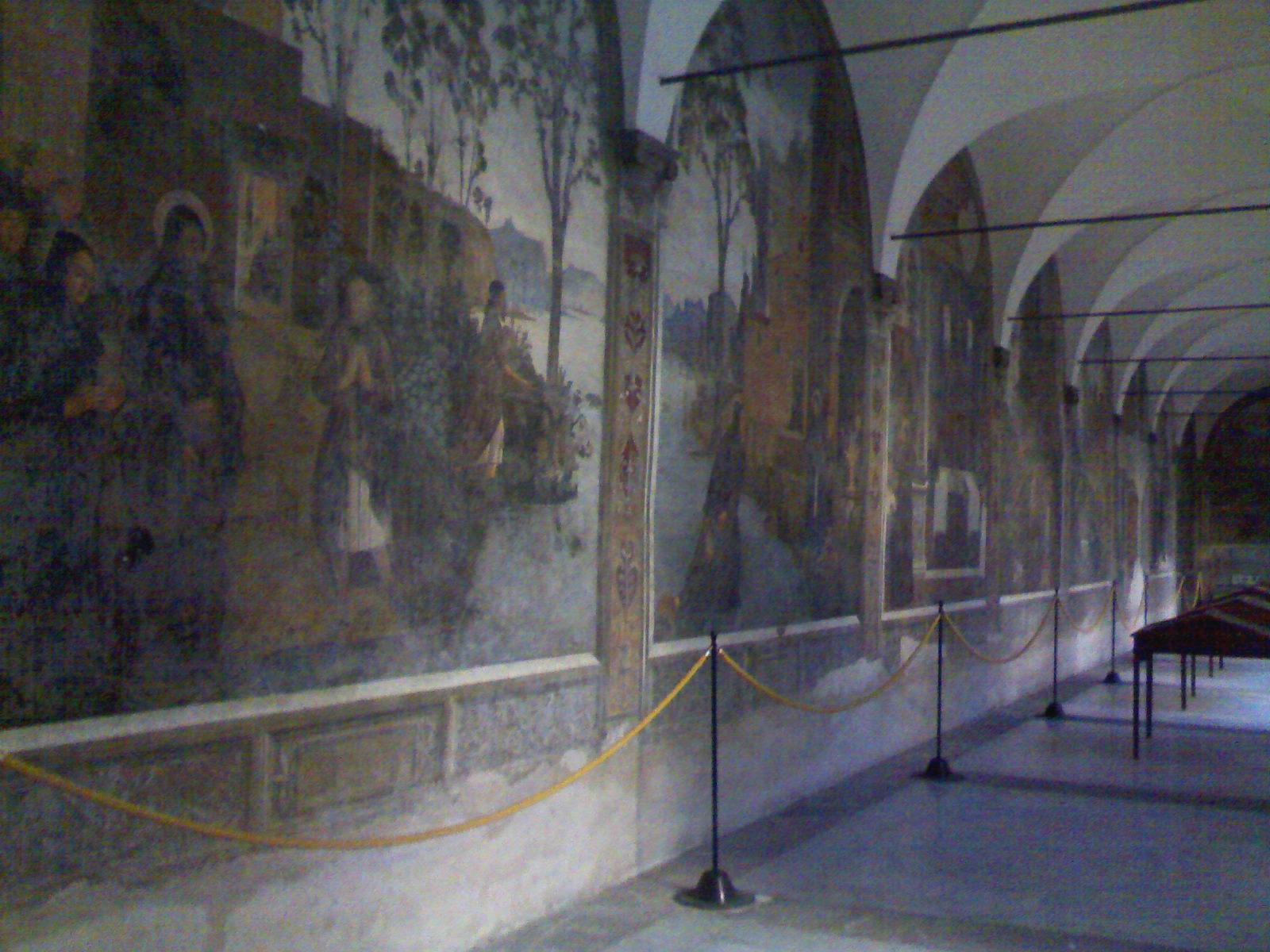
Scorcio delle Storie della vita di san Benedetto, di Antonio Solario (1515 circa)

Il chiostro del Platano è costituito da un quadrato con i portici sui lati a otto arcate, sorrette da pilastri in piperno e un piano superiore a loggia. Al centro è un platano che secondo la leggenda sarebbe stato piantato dallo stesso san Benedetto e le cui foglie possederebbero virtù terapeutiche. La pianta venne abbattuta nel 1959 quando il fusto misurava 8,45 m di circonferenza e poi fatta ricrescere sulla sua stessa radice.
Due delle quattro pareti dei porticati sono decorate con un ciclo di affreschi di scuola umbro-marchigiana di Antonio Solario e aiuti risalenti all'inizio Cinquecento e riprendenti scene della vita di san Benedetto. Nel corso della prima metà dell'Ottocento le arcate del chiostro furono chiuse con porte di vetro, con lo scopo di proteggere il ciclo del Solario.
Attualmente è in fase di restauro grazie ai fondi del Progetto Unesco per il centro storico di Napoli.

### Chiostro di Marmo
Il chiostro rinascimentale è limitato sui quattro lati da 24 arcate sorrette da colonnine di marmo di Carrara, con capitelli dorici decorati da motivi floreali, mentre il giardino centrale è suddiviso da vialetti pavimentati in cotto in quattro aiuole. Su esso affacciano diverse sale, tra cui il refettorio e la sala del capitolo, entrambe affrescate da Belisario Corenzio intorno alla prima metà del Seicento, e in origine vi si trovava inoltre la cisterna.
Il piano sovrastante è invece caratterizzato da ampie finestre ad arco su pilastri incastrati in una cornice.
In occasione dell'insediamento dell'archivio del regno nell'edificio venne eretta al centro del chiostro una statua raffigurante La Teologia, in marmo, scolpita da Michelangelo Naccherino.

### Chiostro del Noviziato
Il chiostro del Noviziato si presenta a pianta rettangolare, con portici a trenta arcate su pilastri di piperno; il centro dello spazio è ornato con il busto di Bartolomeo Capasso di Salvatore Cepparulo, sovrintendente dell'archivio dell'ultimo ventennio dell'Ottocento, al quale il chiostro fu dedicato agli inizi del Novecento. Gli ambienti di questo chiostro erano destinati essenzialmente ai novizi, mentre altre sale costituivano invece gli appartamenti del priore.
Nel 1803 il piano superiore venne trasformato in un edificio a due piani, destinato in parte all'alloggio dei religiosi e in parte a scuola.